# Letsholathebe
Letsholathebe est une ville du Botswana.